# Koldinghus
Koldinghus királyi vár, várkastély Dániában, Jylland félsziget keleti részén, Kolding városában. A 13. század közepén épült védelmi célokra. A századok során többször alaposan átépítették. Sokáig volt királyi székhely, tartózkodási hely is. Katonai jelentőségének elvesztése után királyi kastély maradt. 1808-ban leégett, romjait csak a 20. század végén alakították át múzeumi célokra.

## Története
A várat az 1200-as évek közepén kezdték építeni V. Erik dán király rendeletére az ország déli határához közel fekvő Kolding városában. Az első erődítmény 1268-ban készült el. Neve eleinte Arensborg vagy Ørneborg volt, később Middelborg, csak 1451-től kapta a Koldinghus nevet.
A király meggyilkolása után fia, Erik Menved folytatta az építkezést. 1312-ben a parasztfelkelés leverése után sok parasztot arra kötelezett, hogy költözzön Kolding településére, ezzel is erősítve a vár védelmi képességeit. 1320-ban a nemesség arra kényszerítette II. Kristóf dán királyt, hogy a Jylland belsejében lévő királyi várait bontsa le, de ez a vár megmaradhatott, mert annak katonai ereje a déli határ védelmét szolgálta.
1550 körül feltöltötték az addigi várárkot. III. Keresztély dán király és II. Frigyes  idején nagy bővítéseket és felújításokat végeztek. III. Keresztély a reformáció után itt építtette az első protestáns uralkodó kápolnát Dániában. Ez a kápolna 1581-ben tűz martaléka lett, helyette később az új öregtoronyban alakítottak ki templomot. III. Keresztély a várban hunyt el 1559 újévekor, ezután özvegye kapta meg azt lakóhelyül.  Halála után, 1571-ben a vár újra királyi tulajdonba került. A vár mai, reneszánsz stílusú alakját IV. Keresztély korában, 1604-re nyerte el. Ő gyermekkorát a várban töltötte és koronázásakor már nagy tervei voltak a vár fejlesztésére. IV. Keresztély építtette a jellegzetes öregtornyot, amit a Hősök tornyának (Kæmpetårnet) neveztek Hannibal, Scipio, Herkules és Hektór ott elhelyezett szobrai nyomán. A szobrok közül csak Herkulesé maradt fenn, illetve Scipio szobrának néhány darabja. Ekkor kezdődött a vár aranykora, ami 1616-ban érte a csúcspontra a decemberi nemesi gyűléssel, ami a kor legnagyobb politikai eseménye volt. A harmincéves háború idején azonban a király serege nagy vereségeket szenvedett Észak-Németországban, és menekülése során Koldinghust is fel kellett adni az ellenségnek. 1652-ig kellett várni, amíg egy új király, III. Frigyes újra használatba vehette a kastélyt.
Az 1711-12-es koppenhágai pusztító pestisjárvány idején, aminek a főváros lakosságának egyharmada vált áldozatává, IV. Frigyes dán király és udvara Koldinghusban tartózkodott. Ő később barokk stílusban építtette át a hadi jelentőségét már elvesztett várat: megszüntették a lovagtermet, emeleteket távolítottak el a belső térből, a falakon ablakokat nyitottak. A vár körüli külső erődítményeket lebontották. Katonai szerepét a közeli Fredericia vette át, ahol a 17. század derekán a kor követelményeinek megfelelő erődrendszer épült.
1711-ben a király álarcosbálat rendezett Anna Sophie Reventlow számára a várban, akit később, 1721-ben, a Lujza dán királyné temetése utáni napon feleségül vett.

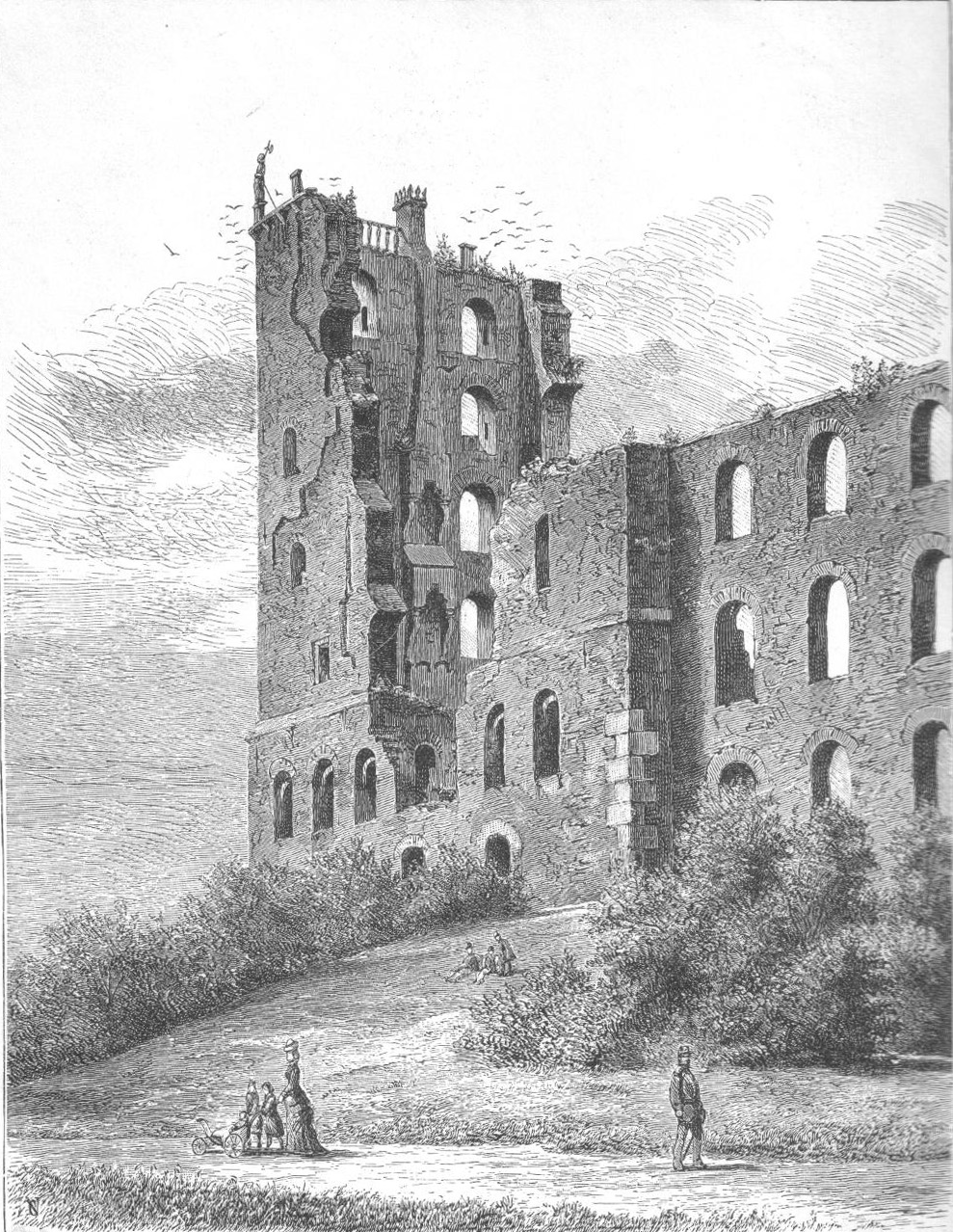
Koldinghus romjai az 1890-es években

### Tűzvész
A napóleoni háborúk idején Dánia Franciaország és Spanyolország szövetségese volt, főleg a Koppenhága és a dán flotta elleni angol támadások miatt, de abban a reményben is, hogy szövetségesei segítenek majd visszaszerezni a 150 évvel korábban Svédország javára elvesztett Skåne tartományt. A szövetséges spanyol csapatok egy részét Koldinghusban szállásolták le. A spanyolok a számukra szokatlan klímában rendkívül erősen fűtöttek, ennek következtében 1808. március 29-30-án a vár leégett. A restaurálás olyan drága lett volna, hogy arról lemondtak. A leomlott részek anyagát a környékbeli lakosok építkezéseikhez használták fel.

### Újjáépítés
A 19. és a 20. században sokat foglalkoztatta a dán közvéleményt, az építészeket a vár újjáépítésének gondolata. Már 1890-ben múzeumot alapítottak a romok, a helyi emlékek megőrzésére. A restaurálási munkálatok azonban csak az 1930-as években kezdődtek meg, aztán a második világháború alatt ezek is leálltak. Az újjáépítés végül az 1990-es években fejeződött be, rendkívül modern formában, ami miatt 1993-ban a munka megkapta az Europa Nostra díjat. A várban múzeumot, kiállító- és rendezvénytermeket alakítottak ki.

## Múzeum és kiállítások
A vár múzeuma az épület története fő eseményeinek bemutatása mellett rendszeresen helyet ad nagyszabású időszaki kiállításoknak is. A látogatókat korhű jelmezekbe öltözött animátorok szórakoztatják. 2018-ban a vár fennállása 750. évfordulójának megünneplése keretében bemutatták a Magtens smykker (A hatalom ékszerei) című kiállítást, ami a dán királyi és főúri ékszereket mutatta be a nagyközönségnek. Emellett a hatalom témája által inspirált, modern formatervezésű ékszereket is kiállítottak.

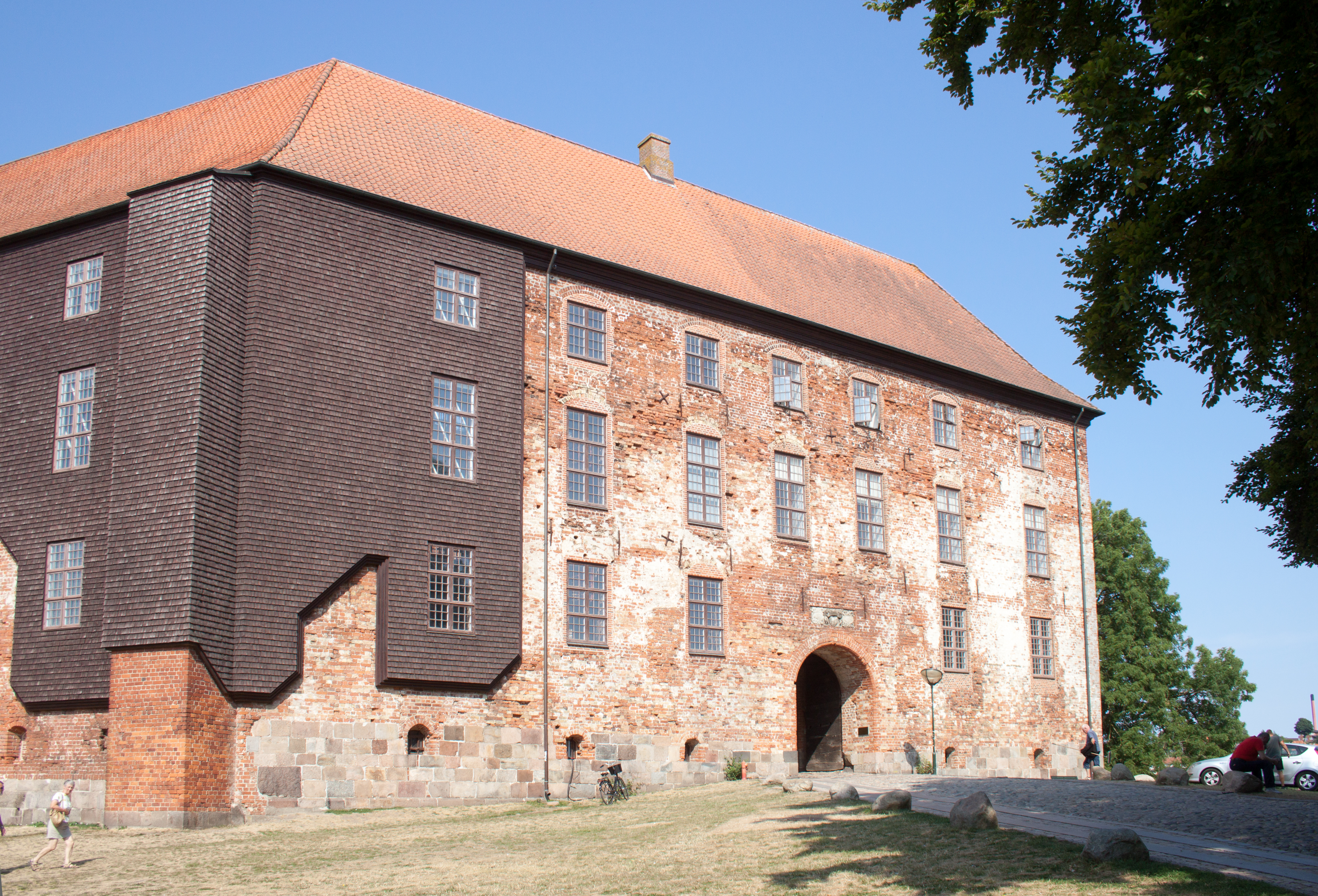
A főbejárat 2018-ban
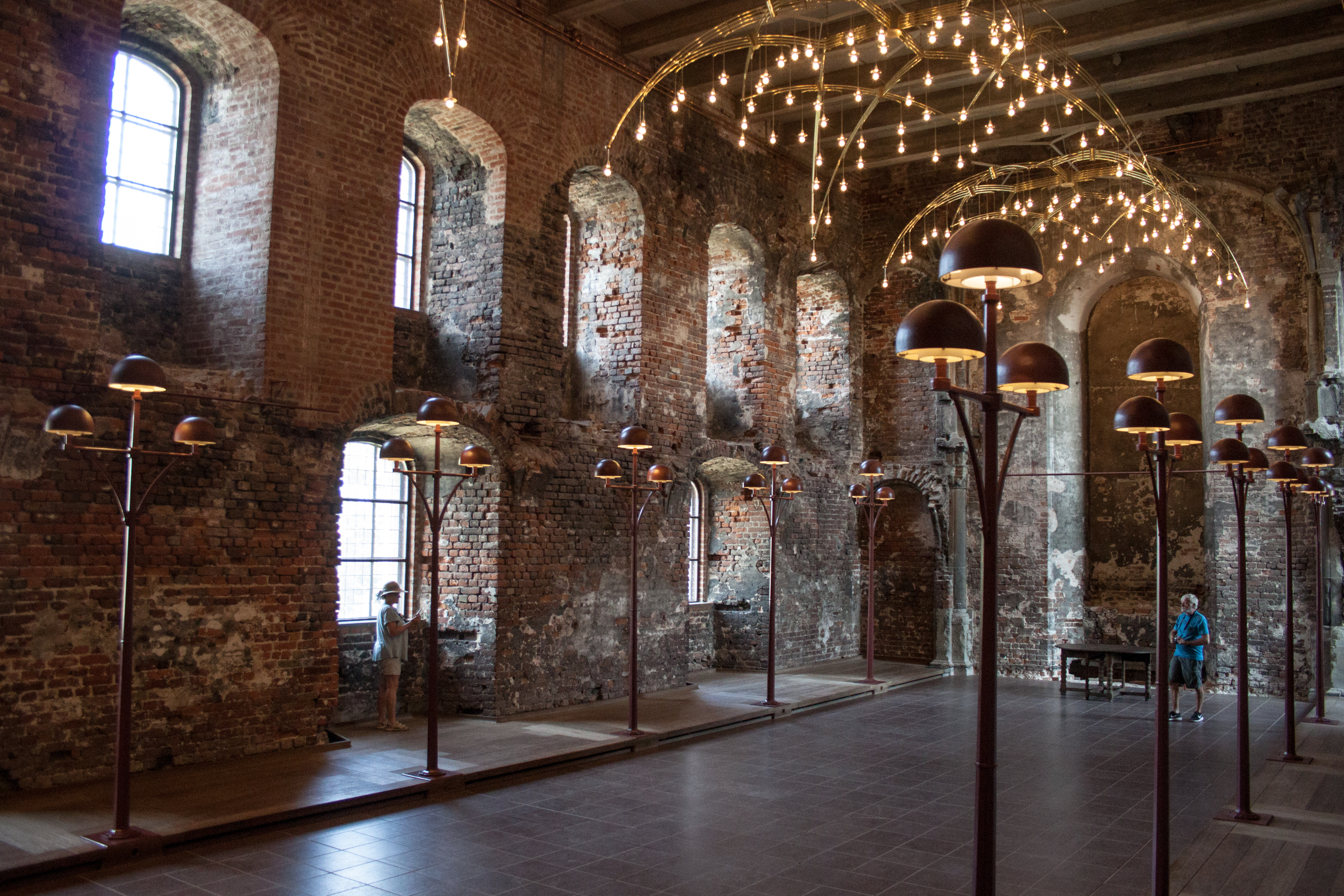
A kastély kápolnája újraértelmezett formában
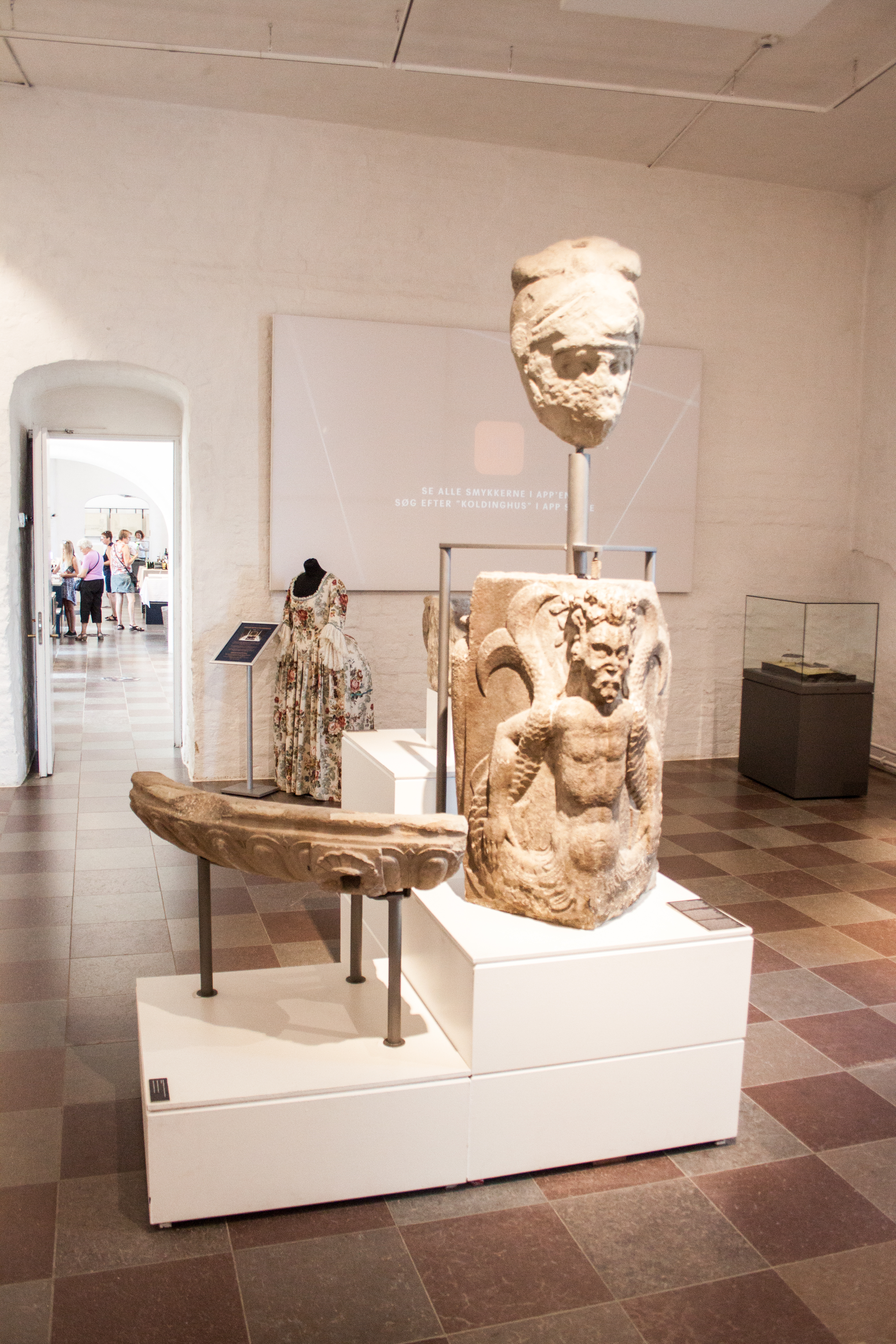
Scipio szobra a múzeum kiállításán
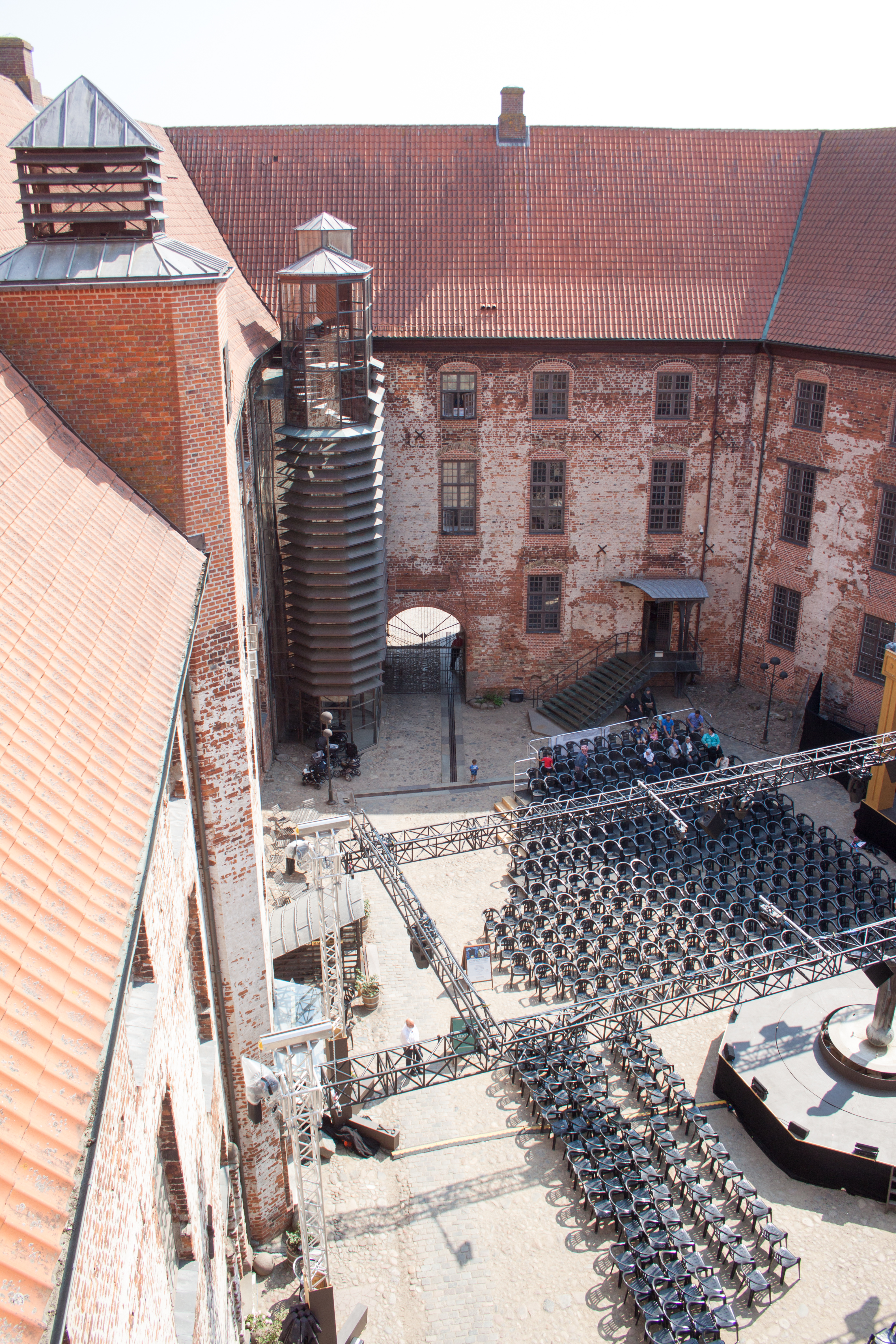
A rendezvények céljára kialakított várudvar a toronyból
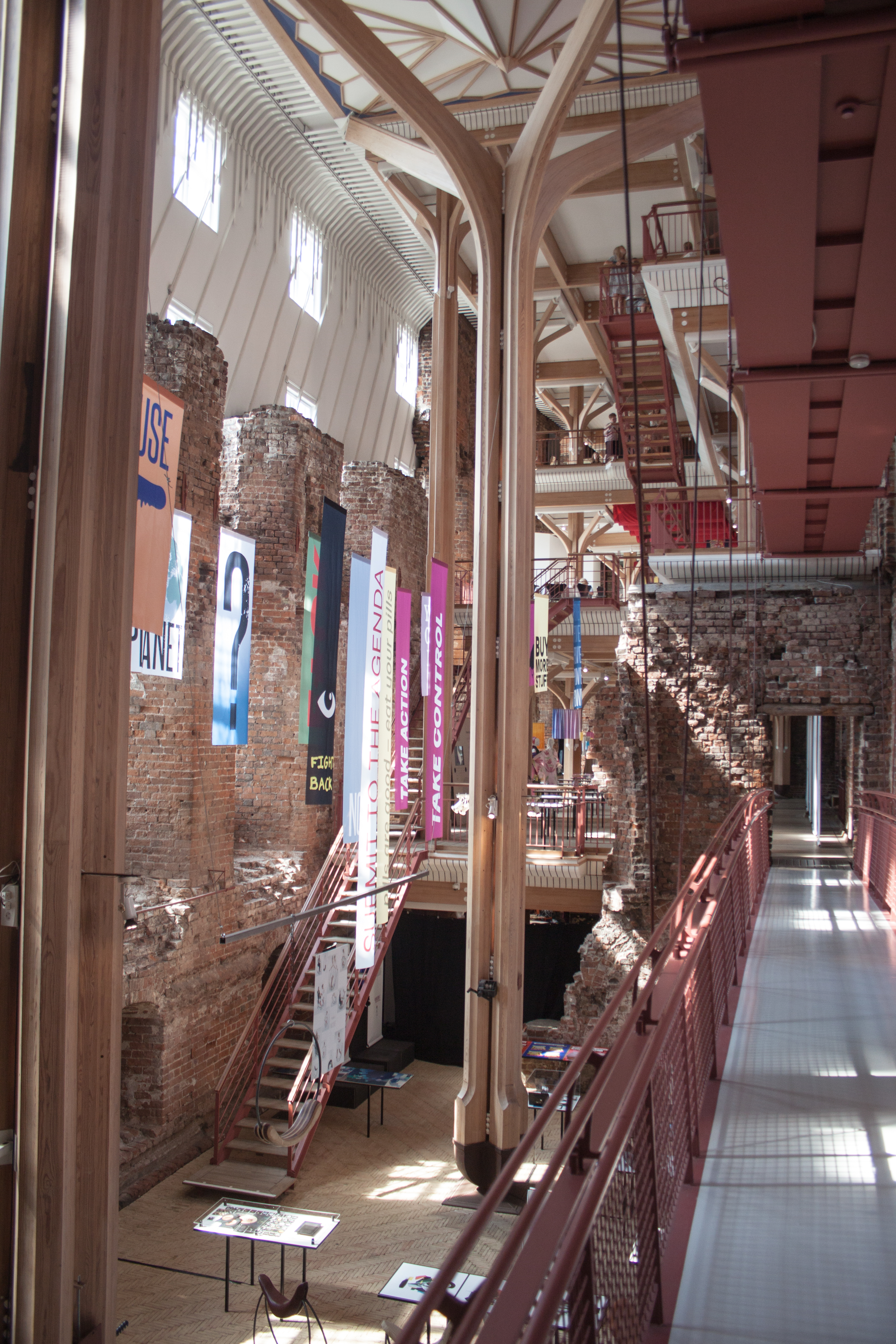
A vár modern belső tereinek részlete

### A 2018-as jubileumi ékszerkiállítás anyagából

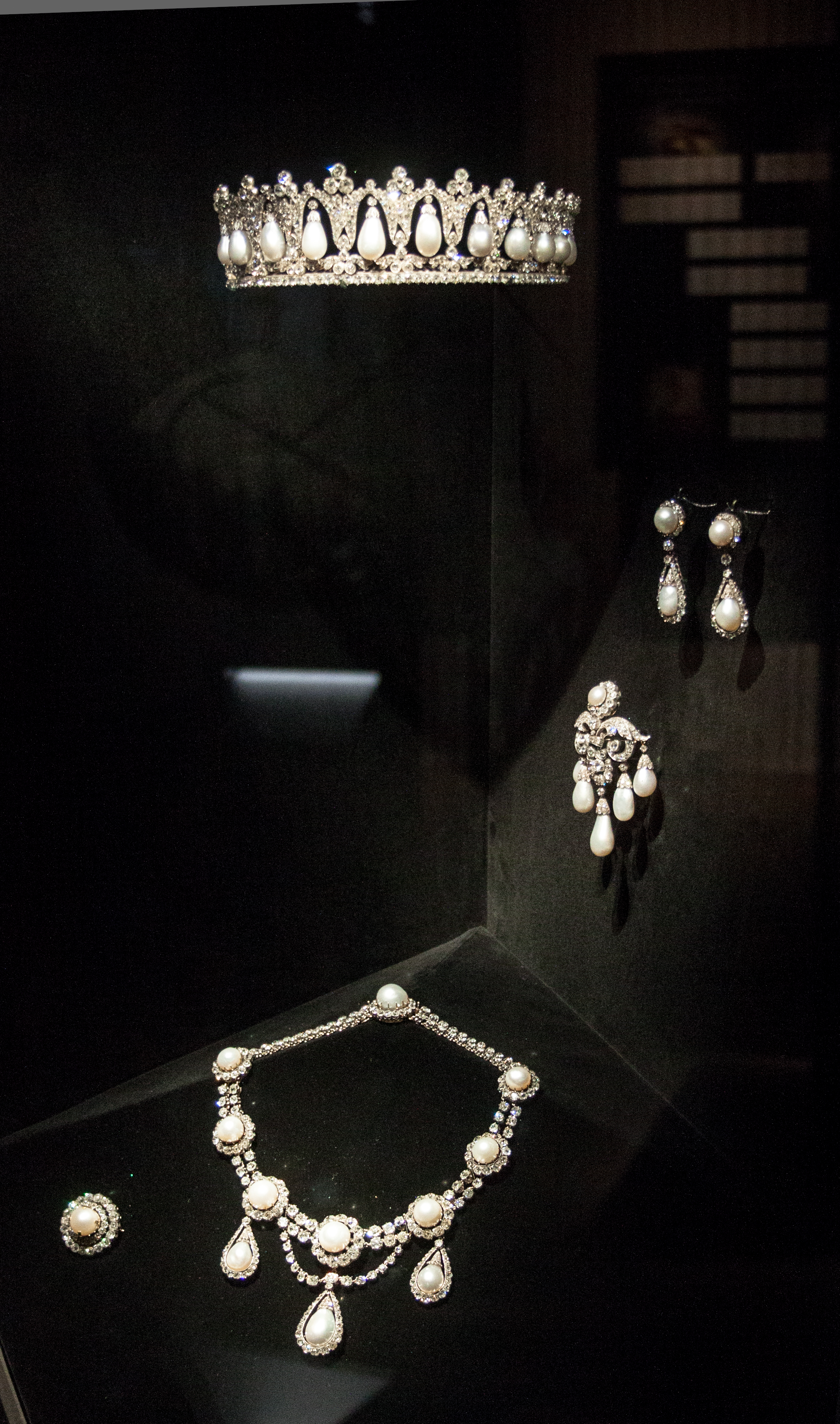
Királynői ékszerek
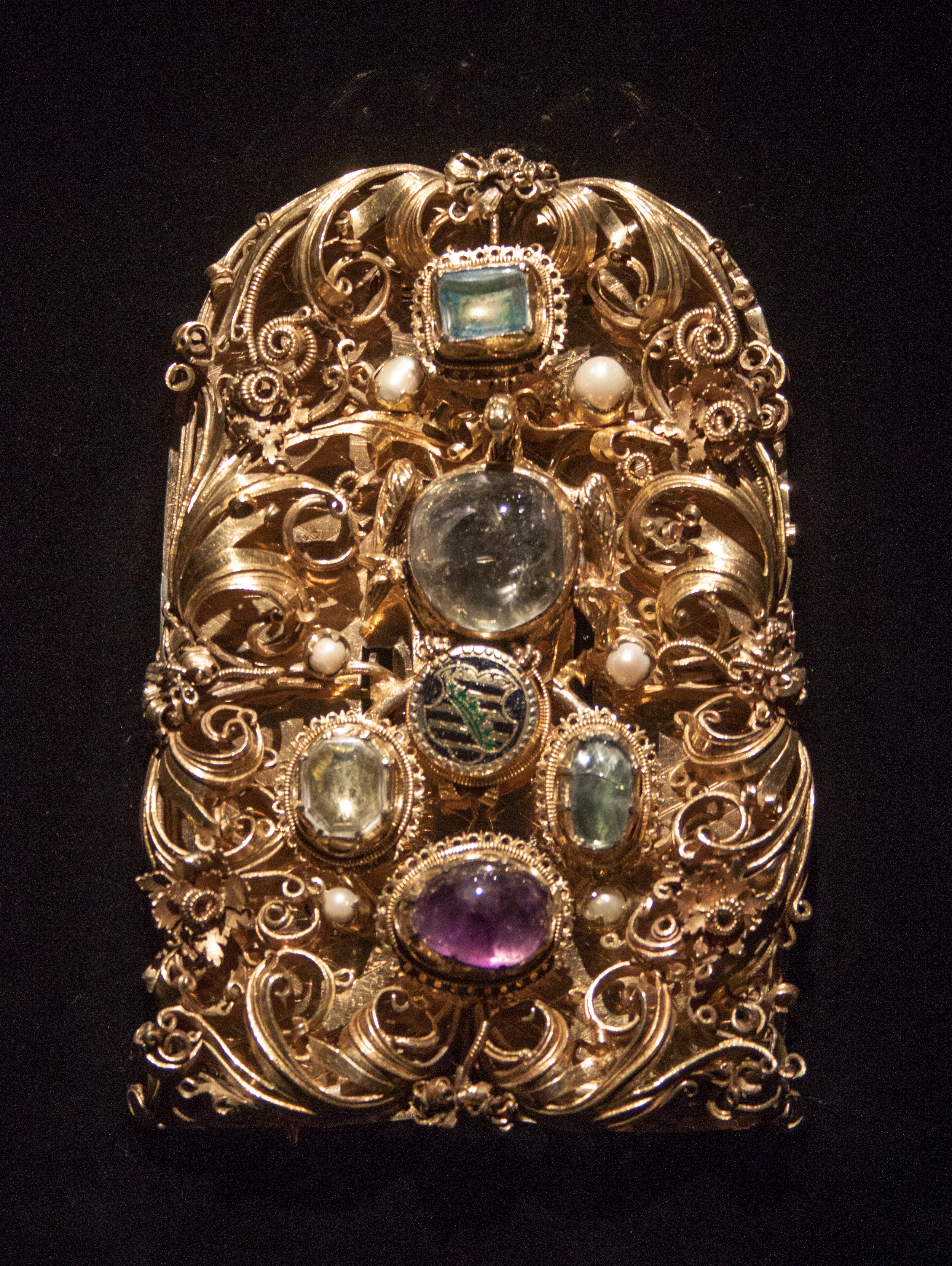
Dorottya dán királynő által adományozott esküvői ékszer 1557-ből
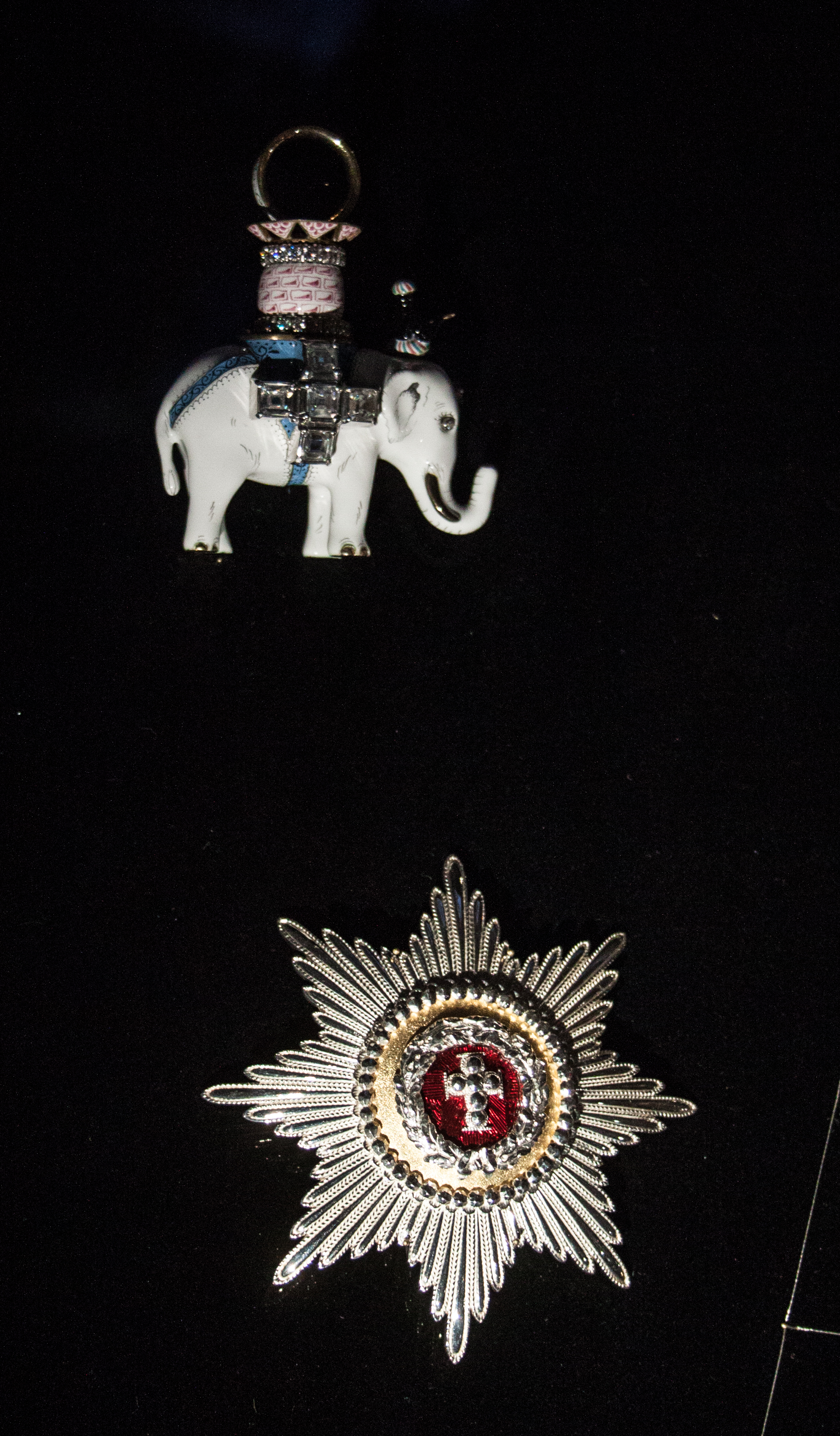
A legmagasabb dán kitüntetés, az Elefántrend jelvényei
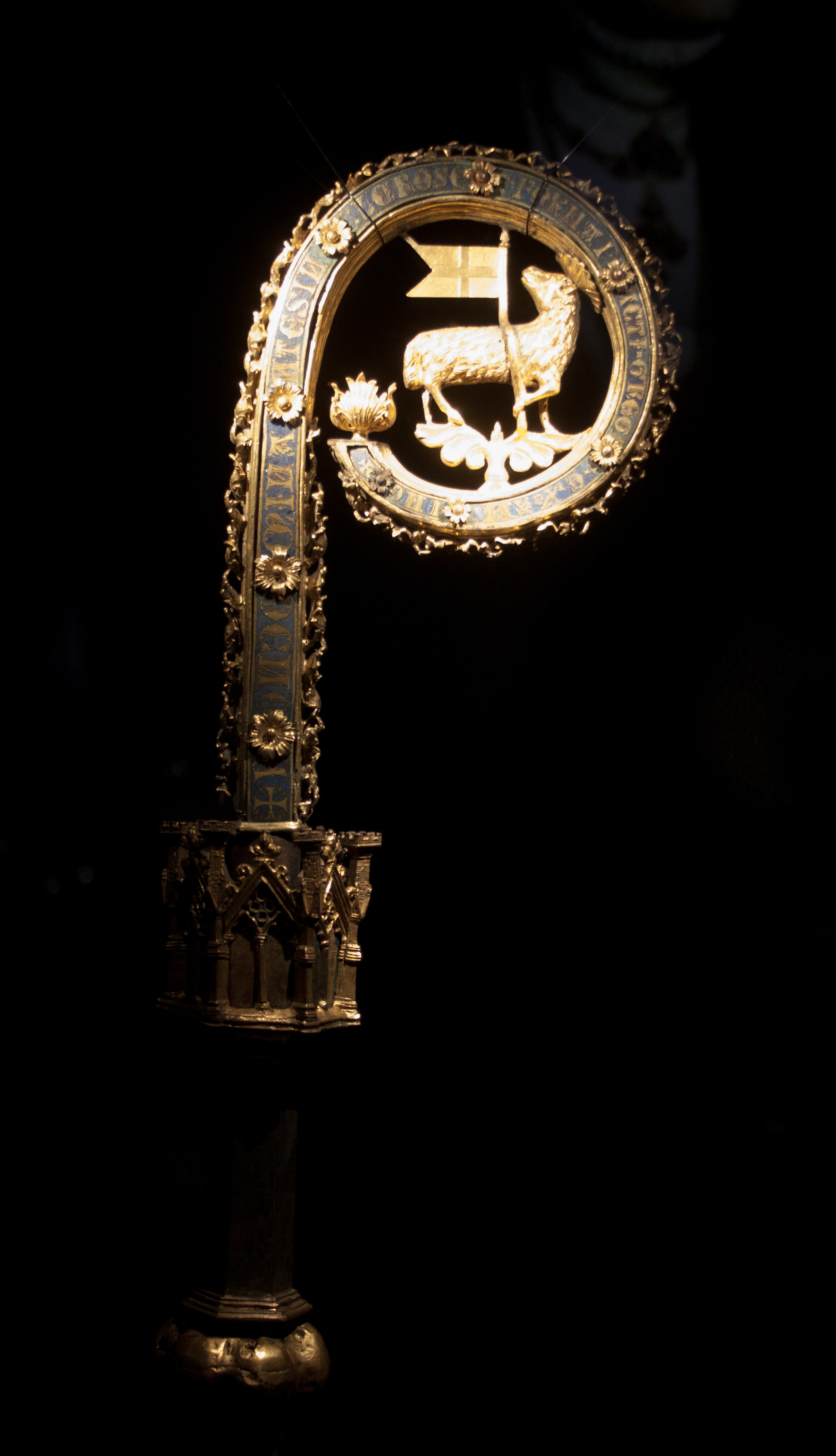
Katolikus pásztorbot a középkorból
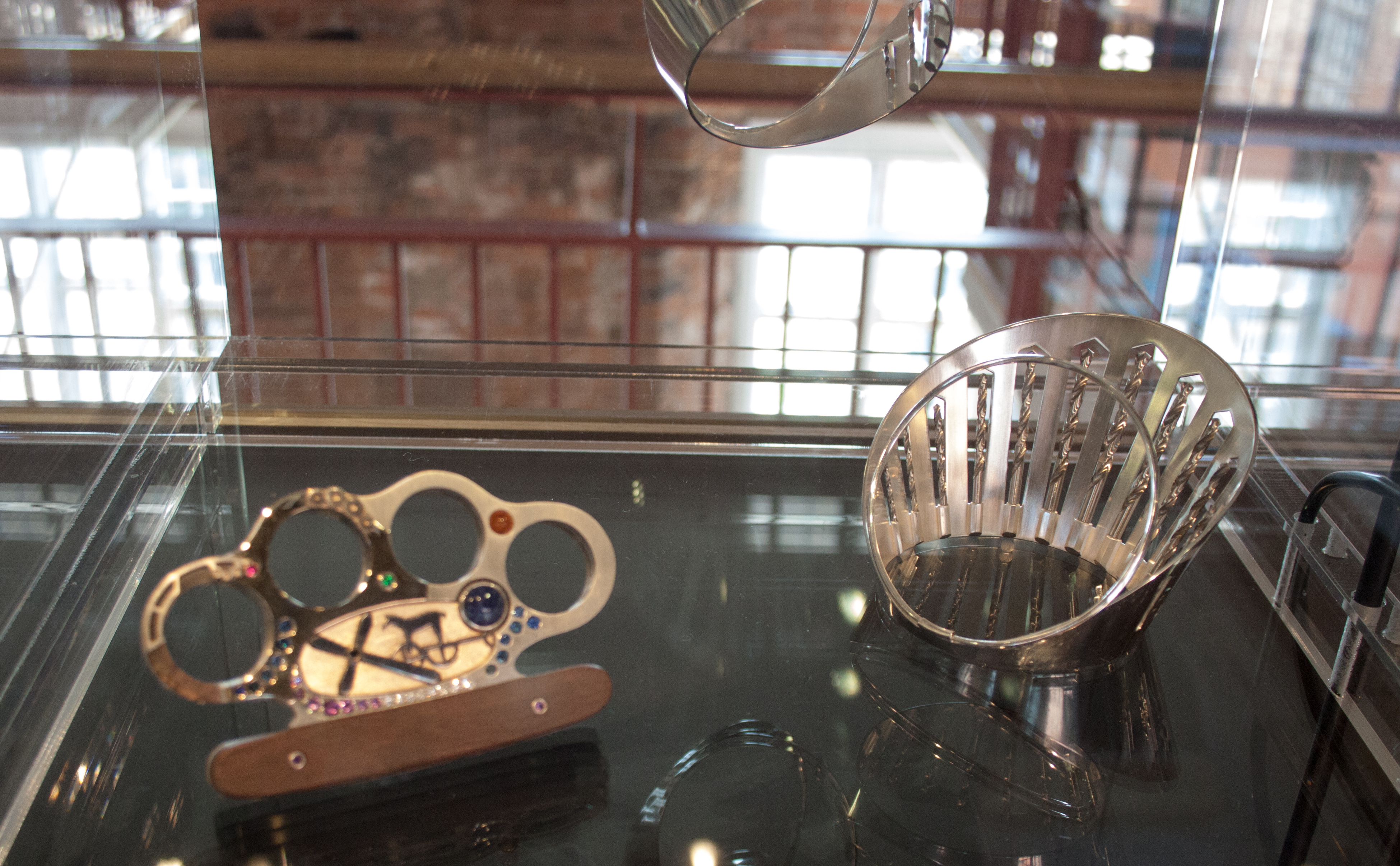
Modern ékszerek a hatalom témájában – boxer és diadém

## Fordítás
- Ez a szócikk részben vagy egészben  a   Koldinghus című dán Wikipédia-szócikk ezen változatának fordításán alapul.  Az eredeti cikk szerkesztőit annak laptörténete sorolja fel. Ez a jelzés csupán a megfogalmazás eredetét és a szerzői jogokat jelzi, nem szolgál a cikkben szereplő információk forrásmegjelöléseként.